# Regola di Trouton
La regola di Trouton è una regola empirica che correla l'entalpia molare di ebollizione di un liquido con la sua temperatura di ebollizione in condizioni normali (cioè alla pressione di 1 atm).
La regola di Trouton afferma che l'entropia molare di ebollizione, che è pari al rapporto tra l'entalpia molare di ebollizione (che per trasformazioni isobare è pari al calore latente molare di ebollizione) e la temperatura di ebollizione vale circa 10,5 se espressa come numero puro dividendo per la costante dei gas, ovvero 88 J/(mol K)
{\displaystyle \Delta s_{b}={\frac {\Delta h_{b}}{T_{b}}}\simeq 10,5\,R\,\,(=88{\frac {J}{mol\,K}})}
essendo:
- Δsb l'entropia molare di ebollizione, espressa in J/(mol K) o come numero puro;
- Δhb l'entalpia molare di ebollizione, espressa in J/mol o in J;
- Tb la temperatura di ebollizione (a pressione atmosferica), espressa in kelvin.

La regola di Trouton non è valida per liquidi che presentano legami a idrogeno (ad esempio l'acqua), mentre funziona bene con liquidi a punto di ebollizione non molto alto e massa molare non molto distante da 100 g/mol.

## Esempi
Nella tabella seguente sono indicate le entropie di vaporizzazione di alcuni liquidi (a p = 1 atm) e l'errore che si commette utilizzando la regola di Trouton (cioè approssimando tali valori a 10,5 in unità adimensionali, ovvero 88 J/mol K):
| Composto chimico         | Δsb in J/(mol K) | Δsb/R (adimensionale) | %errore |
| ------------------------ | ---------------- | --------------------- | ------- |
| Acido solfidrico         | 87,9             | 10,6                  | -0,11%  |
| Cicloesano               | 85,1             | 10,2                  | -3,29%  |
| Benzene                  | 87               | 10,5                  | -1,14%  |
| Toluene                  | 86,6             | 10,4                  | -1,59%  |
| Stirene                  | 88,7             | 10,7                  | 0,79%   |
| Naftalene                | 88,3             | 10,6                  | 0,34%   |
| Piridina                 | 90,4             | 10,9                  | 2,73%   |
| Diclorometano            | 90               | 10,8                  | 2,27%   |
| Cloroformio              | 88,3             | 10,6                  | 0,34%   |
| Tetracloruro di carbonio | 85,8             | 10,3                  | -2,5%   |
| Tricloroetilene          | 87,4             | 10,5                  | -0,68%  |
| Etere etilico            | 88,3             | 10,6                  | 0,34%   |
| Acetone                  | 88,3             | 10,6                  | 0,34%   |
| Acetonitrile             | 88,3             | 10,6                  | 0,34%   |
| Etanolo                  | 110              | 13,2                  | 25%     |
| Anilina                  | 97,1             | 11,7                  | 10,34%  |
| Metilammina              | 96,7             | 11,6                  | 9,89%   |
| Acqua                    | 109,1            | 13,1                  | 23,98%  |